# Лезаря
Лезаря (рум. Lăzarea) — село у повіті Харгіта в Румунії. Адміністративний центр комуни Лезаря.
Село розташоване на відстані 260 км на північ від Бухареста, 47 км на північний захід від М'єркуря-Чука, 147 км на схід від Клуж-Напоки, 121 км на північ від Брашова.

## Населення
За даними перепису населення 2002 року у селі проживали 3435 осіб.
Національний склад населення села:
| Національність | Кількість осіб | Відсоток |
| -------------- | -------------- | -------- |
| угорці         | 3332           | 97,0%    |
| румуни         | 57             | 1,7%     |
| цигани         | 44             | 1,3%     |

Рідною мовою назвали:
| Мова      | Кількість осіб | Відсоток |
| --------- | -------------- | -------- |
| угорська  | 3344           | 97,4%    |
| румунська | 66             | 1,9%     |
| циганська | 24             | 0,7%     |